# Ali Mahmood
Ali Mahmood (persiska: آلی مَحمود, آل مَهمود, Ālī Maḩmūd, ‘Ālī Maḩmūd, عالی محمود) är en ort i Iran.   Den ligger i provinsen Lorestan, i den centrala delen av landet, 300 km sydväst om huvudstaden Teheran. Ali Mahmood ligger 1 999 meter över havet och antalet invånare är 205.
Terrängen runt Ali Mahmood är varierad. Runt Ali Mahmood är det ganska glesbefolkat, med 29 invånare per kvadratkilometer. Närmaste större samhälle är Alīgūdarz, 15,3 km nordost om Ali Mahmood. Trakten runt Ali Mahmood består i huvudsak av gräsmarker.